# Municipio de Lawrence (condado de Itasca)
El municipio de Lawrence (en inglés: Lawrence Township) es un municipio ubicado en el condado de Itasca en el estado estadounidense de Minnesota. En el año 2010 tenía una población de 438 habitantes y una densidad poblacional de 4,69 personas por km².

## Geografía
El municipio de Lawrence se encuentra ubicado en las coordenadas 47°25′1″N 93°23′9″O / 47.41694, -93.38583. Según la Oficina del Censo de los Estados Unidos, el municipio tiene una superficie total de 93.31 km², de la cual 87,45 km² corresponden a tierra firme y (6,28 %) 5,86 km² es agua.

## Demografía
Según el censo de 2010, había 438 personas residiendo en el municipio de Lawrence. La densidad de población era de 4,69 hab./km². De los 438 habitantes, el municipio de Lawrence estaba compuesto por el 97,03 % blancos, el 1,37 % eran amerindios y el 1,6 % eran de una mezcla de razas. Del total de la población el 0,68 % eran hispanos o latinos de cualquier raza.